# Lucjan Turkowski
Lucjan Turkowski (ur. 31 października?/13 listopada 1905 w Lidzie, zm. 2 stycznia 1976 w Londynie) – polski etnolog i etnograf, wykładowca na Polskim Uniwersytecie Na Obczyźnie.

## Życiorys
W 1926 ukończył Gimnazjum Państwowe im. Karola Chodkiewicza w Lidzie, a następnie rozpoczął studia na Wydziale Filologii Polskiej i Słowiańskiej na Uniwersytecie Stefana Batorego, równocześnie był studentem Wydziału Geografii. Po dwóch latach zmienił kierunek studiów i u prof. Cezarii Ehrenkreutz studiował etnografię i etnologię. Podczas studiów aktywnie uczestniczył w badaniach terenowych prowadzonych przez Zakład Etnografii na terenie Wileńszczyzny, Nowogródczyzny, na północnym Polesiu i Wołyniu, zgromadzone przez niego materiały zostały wykorzystane podczas tworzenia Atlasu Kultury Ludowej. Od 1929 przez trzy lata prowadził ćwiczenia z etnografii w Katedrze Etnografii Europy Wschodniej w wileńskiej Wyższej Szkole Nauk Politycznych. Pomiędzy 1930 a 1936 przeprowadził rozpoznanie i badania w dwustu wsiach położonych w województwach wileńskim, nowogródzkim i polskim, zgromadzone materiały przekazał do tworzonego Muzeum Etnograficznego USB. W 1934 obronił pracę magisterską dotyczącą tkactwa i garncarstwa ludowego na terenach Wileńszczyzny i Nowogródczyzny. W 1935 zamieszkał w Warszawie, gdzie w Katedrze Etnografii Polski Uniwersytetu Warszawskiego przygotowywał się do obrony pracy doktorskiej pt. Tkactwo ludowe i rzemiosło tkackie w Wileńskiem i Nowogródzkiem. Równocześnie uczelnia oddelegowała Lucjana Turkowskiego do Muzeum Narodowego, gdzie miał przeprowadzić reorganizację Działu Etnograficznego. W 1937 przygotował tam wystawę "Ubiór ludowy w Polsce" oraz przewodnik po niej, następnie otrzymał i przyjął zaproszenie od Towarzystwa Ochrony Sztuki Ludowej na zorganizowanie wystawy dotyczącej sztuki zdobniczej. Od 1936 pełnił funkcję dyrektora działu naukowego Polskiego Towarzystwa Popierania Przemysłu Ludowego. Po wybuchu II wojny światowej powrócił do Wilna, dwa lata później został aresztowany przez NKWD i zesłany do Uzbekistanu, skąd rok później udało mu się przedostać do Armii Andersa, gdzie został redaktorem technicznym wydawnictw wojskowych. Po dotarciu do Mandatu Palestyny pozostał tam przez cztery lata, w tym czasie przeprowadził badania etnograficzne dotyczące kultury rolniczej ludów arabskich zamieszkujących Góry Judzkie. Swoje wnioski w późniejszych latach opublikował w Londynie, do którego dostał się w 1947 podczas ewakuacji wojsk alianckich. W Wielkiej Brytanii żył w trudnych warunkach materialnych pracując w fabryce, mimo tego opracowywał materiały zgromadzone w Palestynie oraz działał w Komisji Etnograficznej Polskiego Towarzystwa Naukowego na Obczyźnie. W 1960 obronił pod kierunkiem Cezarii Baudouin de Courtenay Ehrenkreutz Jędrzejewiczowej pracę doktorską "Tkactwo ludowe a rzemiosło tkackie w Wileńskiem i Nowogródzkiem", którą przygotował posiłkując się zbiorami zgromadzonymi w British Museum. Cztery lata później Senat Polskiego Uniwersytetu Na Obczyźnie zatwierdził przewód habilitacyjny i nadał Lucjanowi Turkowskiemu tytuł docenta etnologii i etnografii, do tego czasu pracował on w biurze. W 1969 został powołany na profesora zwyczajnego, zmarł nagle w 1976. Wypełniając wolę zmarłego jego prochy sprowadzono do Polski i pochowano 21 sierpnia 1976 na Cmentarzu św. Jerzego w Toruniu.